# Willa Walerego Sławka
Willa Walerego Sławka w Janowiczkach – willa znajdująca się w województwie małopolskim, w powiecie miechowskim, w gminie Racławice, w Janowiczkach.
Obiekt wpisany do rejestru zabytków nieruchomych województwa małopolskiego.

## Historia
Willa Walerego Sławka wybudowana w latach 1934–1935 przez przyjaciół Walerego Sławka wywodzących się z dawnej Organizacji Bojowej PPS, skupionych od 1928 roku w Bezpartyjnym Bloku Współpracy z Rządem Józefa Piłsudskiego. W 1958 roku obiekt przejął Skarb Państwa, a w 1992 przeszedł na własność gminy Racławice. Obecnie mieści się w nim m.in. Towarzystwo Ziemi Racławickiej.

## Architektura
Willa wzniesiona w duchu modernizmu, nawiązuje bryłą do architektury polskich dworków. Parterowa, z użytkowym poddaszem, wybudowana z cegły z użyciem kamienia. Budynek nakrywa dach czterospadowy, łamany z facjatami. Od frontu ganek o czterech kolumnach wspierających balkon poddasza.